# Campanula massalskyi
Campanula massalskyi är en klockväxtart som beskrevs av Aleksandr Vasiljevitj Fomin. Campanula massalskyi ingår i släktet blåklockor, och familjen klockväxter. Inga underarter finns listade i Catalogue of Life.